# Смирнов Олексій Пантелейович
Олексі́й Пантеле́йович Смирно́в (17 березня 1917 — 6 липня 2005) — радянський військовий льотчик часів Другої світової війни, командир ескадрильї 99-го бомбардувального авіаційного полку 270-ї бомбардувальної авіаційної дивізії (8-а повітряна армія), капітан. Герой Радянського Союзу (1942).

## Життєпис
Народився 17 березня 1917 року на хуторі Биково, нині Андреапольського району Тверської області Росії. Росіянин. Закінчив 7 класів школи і один курс Ленінградського технікуму механізації сільського господарства.
До лав РСЧА призваний Володарським РВК Ленінграда в 1936 році. У 1940 році закінчив Оренбурзьке військове авіаційне училище. Учасник німецько-радянської війни з червня 1941 року. Воював на Південно-Західному, Сталінградському, Донському, Центральному і 1-у Білоруському фронтах. Член ВКП(б) з 1942 року.
Всього за роки війни на бомбардувальниках СБ і Пе-2 здійснив 273 вдалих бойових вильоти, з них 83 — на повітряну розвідку. Протягом цього часу був одним з найбільш підготовлених пілотів у полку. Більшість бойових вильотів здійснив у складних умовах бою при протидії зенітної артилерії і винищувальної авіації супротивника. Кілька разів повертався на свій аеродром на пошкодженому літаку. Члени екіпажу О. П. Смирнова: штурмани О. М. Туріков і О. А. Царегородський, флагманський стрілець-радист Н. Б. Стратієвський у різний час були удостоєні звання Героя Радянського Союзу.
Після закінчення війни продовжив військову службу в частинах ВПС СРСР. У 1949 році закінчив Військово-повітряну академію. З 1971 року полковник О. П. Смирнов — у запасі.
Мешкав у Львові, працював заступником начальника штабу авіаційного підприємства цивільної авіації. Помер 6 липня 2005 року, похований на Сихівському кладовищі.

## Нагороди
Указом Президії Верховної Ради СРСР від 5 листопада 1942 року «за зразкове виконання бойових завдань командування на фронті боротьби з німецькими загарбниками та виявлені при цьому відвагу і героїзм», капітанові Смирнову Олексію Пантелейовичу присвоєне звання Героя Радянського Союзу з врученням ордена Леніна і медалі «Золота Зірка» (№ 739).
Також був нагороджений українським орденом Богдана Хмельницького 3-го ступеня (14.10.1999), радянськими двома орденами Червоного Прапора (04.07.1944, …), орденами Олександра Невського (24.08.1943), Вітчизняної війни 1-го ступеня (11.03.1985), трьома орденами Червоної Зірки (09.12.1941, …) і медалями.